# Hamdī al-Banbī
Hamdī al-Banbī (in arabo حمدي البنبي‎?; Il Cairo, 4 ottobre 1935 – 11 agosto 2016) è stato un politico e ingegnere egiziano, che dal 1991 al 1999 è stato ministro del petrolio.

## Biografia
Dopo aver studiato Ingegneria presso l'Università del Cairo, dove si laura nel 1958, ottiene un diploma di ingegneria petrolifera all'Università di Mosca nel 1960. Negli anni seguenti lavora per diverse compagnie petrolifere negli Stati Uniti, dove consegue un dottorato di ricerca nel 1961. Nel 1963 inizia a lavorare come ingegnere nella Eastern Petroleum Company per tre anni, passando all'insegnamento di Ingegneria all'Università Al Azhar. Dal 1968 lavora un decennio alla Western Desert Petroleum Company (WEPCO) come assistente e poi direttore generale delle operazioni. Nel 1977 passa alla Gulf of Suez Petroleum Company (GUPCO), di cui è presidente. Dal 1988 al 1991 dirige come amministratore l'Egyptian General Petroleum Corporation (EGCP).
Dal 1991 al 1999 è ministro del petrolio. È considerato il primo ad aver introdotto l'uso del gas naturale come combustibile di uso comune in Egitto.